# Евзтах Мария Фугер фон Кирхберг-Вайсенхорн
Евзтах Мария Фугер фон Кирхберг-Вайсенхорн (на немски: Eustach Maria Fugger zu Kirchberg und Weissenhorn; Eustach Maria, Herr zu Nordendorf und Duttenstein; * 8 септември 1665 в Матзиз (в Тусенхаузен); † 25 май 1743) е граф на Фугер-Вайсенхорн, господар на Нордендорф и Дутенщайн (при Дишинген в Баден-Вюртемберг).
Той е син на Себастиан Фугер фон Кирхберг-Вайсенхорн, господар на Нордендорф, Вьорт, Матзиз и Дутенщайн (* 7 декември 1620; † 20 юли 1677 в Аугсбург)) и съпругата му Мария Клаудия Хундбис фон Валтрамс († 1702, погребана в Аугсбург), дъщеря на Йохан Конрад Хундбис фон Валтрам и фрайин Ева Елизабет цу Шпаур. Внук е на генерал граф Ото Хайнрих Фугер (1592 – 1644), императорски губернатор в Аугсбург, и втората му съпруга фрайин Мария Елизабет фон Валдбург-Цайл (1600 – 1660). Правнук е на Кристоф Фугер фон Кирхберг-Вайсенхорн, господар на Гльот (1566 – 1615 в Аугсбург) и съпругата му графиня Мария фон Шварценберг (1572 – 1622 в Аугсбург)
Брат е на граф Марквард Евзтах (* 13 декември 1661, Айхщет; † 19 юни 1732, Мьорен), господар на Мьорен и Вьорт.

## Фамилия
Евзтах Мария Фугер фон Кирхберг-Вайсенхорн се жени на 15 юни 1699 г. във Вертинген за Мария Ева Доротея Маршалин фон Папенхайм († 1739). Те имат четири дъщери:
- Мария Клаудия (* 1704), омъжена за граф Йохан Франц фон Тьоринг (* 16 декември 1700; † 3 февруари 1744)
- Мария Терезия (* 14 ноември 1713, Аугсбург; † 21 април 1768), омъжена на 28 октомври 1731 г. за граф Йохан Максимилиан фон Прайзинг (* 10 януари 1687; † 12 май 1764)
- Мария Антония (* 11 януари 1719, Аугсбург; † 26 септември 1780, Аугсбург), омъжена на 16 януари 1735 г. в Аугсбург за граф Йозеф Мария Якоб Йохан Евзебиус Адам Фугер фон Кирхберг-Вайсенхорн (* 25 юли 1714; † 21 юли 1764, Велден), син на Максимилиан Антон Фугер-Кирхберг-Вайсенхорн-Веленбург (1682 – 1717) и имперската наследствена трухсесин Мария Франциска Терезия фон Валдбург-Цайл (1690 – 1762)
- Мария Йозефа (* 1 август 1721, Аугсбург; † 8 ноември 1745, Бухау), монахиня в Бухау